# Dollhouse (EP Melanie Martinez)
Dollhouse è l'EP di debutto della cantante statunitense Melanie Martinez, pubblicato il 19 maggio 2014 dalla Atlantic Records e Warner/Chappell. L'EP è stato principalmente prodotto e co-scritto da Kinetics & One Love.
L'extended play era già stato annunciato il 7 aprile, poco più di un mese prima dell'uscita, insieme alla collaborazione tra le etichette discografiche Atlantic Records e Warner/Chappell

## Antefatti
Nel 2012, la cantautrice Melanie Martinez, partecipò alla terza stagione di The Voice, dove tre dei quattro giudici la accettarono. Quando rimasero nello show solo sei persone, Melanie fu scartata dal programma, dicendo che non avrebbe pubblicato l'album dopo la serie televisiva, ma che lo avrebbe pubblicato più tardi ispirandosi a cantanti come Kimbra e Lana Del Rey. Nel 2013 si viene a sapere che Melanie stava registrando delle canzoni per il suo EP e il 7 Aprile 2014 la Atlantic Records firmò un contratto discografico con la cantante.

## Tracce
1. Dollhouse – 3:52 (Melanie Martinez, Kinetics & One Love, Tim Sommers)
2. Carousel – 3:50 (Melanie Martinez, Kinetics & One Love, Tim Sommers)
3. Dead to Me – 3:30 (Melanie Martinez, Kinetics & One Love, Tim Sommers)
4. Bittersweet Tragedy – 4:49 (Melanie Martinez, Daniel Omelio)

## Classifiche
| Classifica (2014) | Posizione massima |
| ----------------- | ----------------- |
| Top Heatseekers   | 4                 |